# Jazz Groove
Jazz Groove was een Brits platenlabel, dat jazz uitbracht. Het werd in 1980 in Manchester opgericht door Jim Lowe en heeft acht platen uitgebracht.

## Discografie
- Jazz Groove 001: Jack Teagarden en Earl Hines - In England 1957
- Jazz Groove 002: Red Allen, Coleman Hawkins - Stormy Weather
- Jazz Groove 003: Count Basie - The Count in England
- Jazz groove 004: Woody Herman - Woody Herman's Anglo-American Herd
- Jazz Groove 005: Stan Kenton - Kenton in England
- Jazz Groove 006: Stanley Manne - West Coast Jazz in England
- Jazz Groove 007: Stan Getz, Coleman Hawkins & Roy Eldridge - The Great English Concert 1958
- Jazz Groove 008: Erroll Garner - The Concert Garner in England